# Llista de tirans de l'antiga Grècia
Aquesta és una llista de tirans de l'antiga Grècia.

## Abidos de Mísia
- Dafnis, c. 500 aC

## Acragant
- Fàlaris, 570-554 aC (enderrocat i rostit)
- Telèmac, després de 554 aC
- Alcàmenes, sisè / cinquè segle aC
- Alcandre, sisè / cinquè segle aC
- Teró d'Acragant, 488-472 aC
- Trasideu d'Acragant, 472 aC (expulsat i executat)
- Fínties d'Acragant, c. 288-279 aC
- Sosístrat, 279-277 aC

## Alabanda
- Aridolis, 480 aC  (P.D.G.)
- Amintes, després del 480 BC

## Amastris
- Èumenes d'Amastris (vers el 265 aC)

## Ambràcia
- Gorgus, fl. 600 aC
- Periandre, segle sisè abans de Crist
- Arquí, segle sisè abans de Crist

## Argos
- Fidó d'Argos, al voltant del 550 aC
- Arístip I d'Argos, després del 272 aC
- Arístees d'Argos, rival d'Arístip I
- Aristòmac I d'Argos, abans del 250 al 240 aC (assassinat)
- Arístip II d'Argos, 240-235 aC (mort en combat)
- Aristòmac II d'Argos, 235-229 aC (va renunciar), 224-223 aC (torturat i executat)

## Àstacos
- Evarc, c. 430-420 BC

## Atarneu
- Eubul, abans del 351 aC
- Hèrmies, 351-342 aC

## Atenes
- Ciló, 632 aC (lapidat)
- Pisístrat, 561 aC, 559-556 aC i 546-528 aC
- Hiparc (527-514 aC) i Hípies (527-510 aC), fills de Pisístrat; Hiparc va ser assassinat per Harmodi i Aristogitó, els tiranicides originals
- Teràmenes, Críties i Càricles, destacats membres dels Trenta Tirans 404-403 aC
- Làcares, 300-294 aC
- Atenió, el 88 aC
- Aristió, 88-86 aC (executat)

## Bizanci
- Aristó, c. 500 aC
- Clearc d'Esparta, 411-409 aC, 404-401 aC

## Càrdia
- Hecataeu (vers el 323 aC)

## Cassandrea
- Apol·lodor, 279-276 aC (executat)

## Catana
- Evarc, 729 aC-?
- Dinòmenes el Jove, fl. 470-465 aC
- Mamerc, 345-338 aC

## Calcis
- Mnesarc de Calcis, abans del 354 aC
- Càl·lies, c. 354-350 aC, c. 343-330 aC

## Cerinea
- Isees, 275 aC (va renunciar)

## Cibira Magna
- Moàgetes, fl. 190 BC

## Corcira
- Licòfron (?), abans del 587 aC
- Cleònim, 303/02 BC

## Corint
- Cípsel, 657-627 aC
- Periandre, (fill de Cípsel) 627-587 aC
- Psamètic, (nebot de Periandre, que li va succeir, però el seu govern només va durar tres anys) 587-584 aC
- Timòfanes, 364 aC (assassinat)
- Alexandre 253-247 aC (? enverinat)
- Nicea 247-245 aC (casada)

## Cos
- Cadme, fins al 494 aC
- Nícies, segle I aC

## Crotona
- Ciloni, c. 530 aC
- Clínies, c. 495 aC
- Menedem, fins al 295 aC (conquerit i †)

## Cumes
- Aristodem, c. 505-490 aC

## Cime
- Aristàgores, fl. 499-493 BC

## Cízic
- Aristàgores, c. 500 aC

## Elatea
- Mnasó, segle iv aC

## Èlea
- Demil, segle V aC
- Nearc, c. 430 aC

## Elis
- Aristònim, 272 aC (assassinat)

## Efes
- Atenàgores, segle VI aC
- Pitàgores, segle VI aC
- Pindar, vers el 560 aC
- Pàsicles

## Epidaure
- Procles, segle VI aC

## Erètria
- Temisó, fl. 366 aC
- Plutarc, c. 355-350 aC (expulsat)
- Hiparc, c. 345 aC
- Clitarc, 345-341 aC (expulsat)

## Esparta
- Macànides, 210-207 aC †
- Nabis, 207-192 aC (assassinat pels aliats)
- Queró, 180 aC

## Feres
- Licofró I de Feres, governà pels volts del 395 aC, i se'l suposa pare de Jàson (data de mort desconeguda)
- Jàson, assassinat l'any 370 aC
- Polidor, germà de Jàson, 370 abans de Crist, (assassinat)
- Polifró, germà de Jàson, 369 abans de Crist, (assassinat)
- Alexandre, fill de Polidor, 369-358 aC, (assassinat)
- Tisífon, fill de Jàson, 357-355 / 4 aC
- Licofró II, fill de Jàson, 355-352 aC (va renunciar)
- Pitolau, germà de Licofró II i, per tant, fill de Jàson. Un dels tres assassins d'Alexandre.

## Farsàlia
- Polidamant, fins al 370 aC

## Fliünt
- Cleònim, abans del 229 aC (va renunciar)

## Focea
- Laodamant, c. 500 aC

## Gela
- Cleandre, 505-498 aC (assassinat)
- Hipòcrates, 498-491 aC
- Geló I, 491-485 aC
- Hieró I, 485-466 BC
- Polizel, fl. c. 476 BC

## Halicarnàs
- Artemísia I de Cària, fl. 480 aC

## Heraclea Pòntica
- Clearc, 365-353 aC (assassinat)
- Sàtir, 353-? aC
- Timoteu, 352-337 aC
- Dionís, 337-305 aC
- Amastris, 305-284 aC (ofegat pels seus fills)
- Oxatres, 305-284 aC

## Hermíona
- Xenó, va plegar el 229 aC

## Hímera
- Teril·le, a principis del segle V aC

## Làmpsac
- Hipocle, segle VI aC
- Eàntides, fl. 515-510 aC

## Larisa
- Medi, fl. 395 BC

## Leontins
- Paneci, c. 615/609 aC
- Enesidem, 498-491 aC
- Hicetes, c. 347-338 aC
- Heraclides, fl. 278 aC

## Lindos
- Cleobul, segle VI abans de Crist

## Megalòpolis
- Aristodem de Megalòpolis, c. 262-252 aC (assassinat pels "tiranicides filòsofs" Ecdem i Damòfanes)
- Lidíades, c. 245-235 aC (es va unir a la Lliga Aquea)

## Mègara
- Teàgenes, c. 600 aC

## Messana
- Escites, c. 494 aC
- Cadme, c. 494-490 aC
- Anàxiles c. 490-476 aC
- Mícit, c. 476-467 aC (jubilat)
- Leòfron, c. 467-461 aC (revolta popular)
- Cios el mamertí, c. 269 aC  (P.D.G.)

## Metimna
- Aristonic, abans de 332 aC (torturat i executat)

## Milet
- Amfitres, cap a finals del segle VIII o VII aC
- Trasibul, segle setè abans de Crist
- Toes, segle sisè abans de Crist
- Damasanor, segle sisè abans de Crist
- Histieu, 518-514 aC
- Aristàgores, c. 513-499 aC (democràcia reintroduïda)
- Timarc, segle tercer abans de Crist

## Mitilene
- Melandre, a la fi del segle VII abans de Crist
- Mirsil, a la fi del segle VII abans de Crist, (Alceu estava en contra d'ell)
- Pítac, fl. 600 aC (va dimitir després de deu anys)
- Coes, c. 507-499 aC

## Naxos
- Lígdamis, segle V aC
- Aristàgores, c. 502-499 aC

## Orcomen
- Nearc, 234 aC (va renunciar)

## Òreos
- Filístides, c. 341 aC (expulsat)
- Menip, c. 341 aC (expulsat)

## Pàrion
- Herofant, c. 500 aC

## Pel·lene
- Queró, després del 336 aC

## Pisa
- Damofont, abans del segle VII aC (?)
- Pantaleó, segle VII aC

## Proconnès
- Metrodor, c. 500 aC

## Quersonès
- Milcíades el Vell, 555-519 aC
- Estesàgores, 519-516 aC (assassinat)
- Milcíades el Jove, 516-510 aC, 496-492 aC

## Quios
- Estrattis, fl. 513-480 BC

## Règion
- Anaxilau 494-476 aC
- Mícit c. 476-467 aC (retirat)
- Leòfron, c. 467-461 aC (revolta popular)
- Deci Jubel·li 280-270 aC (conquerit)

## Salamina de Xipre
- Nicocreont

## Samos
- Silosó, segle VII aC
- Demòteles, vers 620 aC
- Silosó I vers 590-560 aC
- Eaces, abans de l'any 500 aC, reinstal·lat després del 494 aC
- Polícrates 538-522 aC
- Pantagnostos 538-532 aC
- Silosó II 538-532 aC
- Foibies 532 aC
- Meandri 522 aC
- Carilau 522 aC
- Silosó II (segona vegada) 522-509 aC
- Eaces II 509-479 aC
- Teomèstor 479 aC
- Duris, c. 280 aC

## Selinunt
- Teró, segle VI / V aC
- Pitàgores, segle VI / V aC
- Eurileont, segle VI / V aC

## Síbaris
- Telis, c. 510 aC

## Sició
- Ortàgores, a partir de 676 aC
- Miró de Sició
- Isodem
- Clístenes, 600-560 aC
- Èsquines, 560-556 aC
- Eufró de Sició, 368-366 aC (assassinat)
- Aristrat, fl. c. 340 aC
- Cratesípolis, 314-308 aC (subornada)
- Clínies, c. 300-280 aC (assassinat)
- Eutidem, c. 280-270 aC (expulsat)
- Timòclides, c. 280-270 aC (expulsat)
- Abàntides, 264-252 aC (assassinat)
- Pasees, 252-251 aC (assassinat)
- Nícocles, 251 aC (expulsats per Àrat de Sició)

## Sigeu
- Hegesístrat, fl. 510 aC

## Sinope
- Escidrotemis, 301-280 aC

## Siracusa
- Geló I n, 491-478 aC
- Hieró I, 478-466 aC
- Trasibul, 466-465 aC
- Dionisi el Vell, 405-367 aC
- Dionisi el Jove, 367-357 aC
- Apol·lòcrates, 357 aC
- Dió (357-354 aC)
- Cal·lip (354-352 aC)
- Hiparí (352-351 aC)
- Niseu (350-346 aC)
- Dionís el Jove (restaurat, 346-344 aC)
- Timoleó, 345-337 aC
- Acestòrides, 320-319 aC
- Agàtocles, 317-289 aC
- Hicetes, 289-279 aC
- Tinió de Siracusa, 279 aC
- Sosístrat II de Siracusa, 279-277 aC
- Hieró II, 275-215 aC
- Geló II, 240-216 aC
- Jerònim, 215-214 aC
- Andranòdor, 214-212 aC
- Hipòcrates, 213-212 aC
- Epícides, 213-212 aC

## Tauromènion
- Andròmac, fl. 344 aC
- Tindarió, fl. 278 aC

## Tebes
- Leontíades, 382-379 aC (assassinat)
- Àrquies, 382-379 aC (assassinat)